# Mija Aleksić
Mija Aleksić (selo Gornja Crnuća kod Gornjeg Milanovca, 26. rujna 1923. – Beograd, 12. ožujka 1995.), srbijanski filmski, kazališni i tv glumac izuzetno popularan 1960-ih-1970-ih, po komičnim ulogama u tada popularnim jugoslavenskim tv serijama i filmovima.

## Životopis
Milosav Aleksić rođen je u kao četvrto dijete Sinđe i Velimira Aleksića, seoskog pisara i glazbenika, porijeklom s graničnog pojasa između Crne Gore i Hercegovine.Porodica Aleksić se 1933. seli u Kragujevac. 
Aleksić je za Drugog svjetskog rata bio učenik kragujevačke gimnazije, one iste iz koje su vojnici Wehrmachta uzeli nevine taoce strijeljali ih 20. listopada 1941., no on je izbjegao strijeljanje.Aleksić se glumom počeo baviti 1943., od ožujka je član ansambla Srpskog narodnog pozorišta iz Kragujevca. Igra manje uloge u Sterijinoj Pokondirenoj tikvi i Nušićevom Običnom čoveku.
Od 1944. Aleksić postaje član SKOJ-a, a krajem rata postaje stalni član Zbora doma JA, i to kao tenor. Nakon rata Aleksić se upisuje na Pravni fakultet, ali nakon svega godinu dana napušta studij. Vraća se u kragujevačko kazalište i počinje glumiti zahtjevnije uloge. 
Od rujna 1949. po naredbi odlazi u Narodno pozorište Beograd. Prva značajnija uloga mu je Aleksa u Laži i paralaži Sterije Popovića. Iste te godine počinje glumiti u tada popularnoj radio-emisiji Veselo veče lik Rafajla Rafa Maksića, i taj komični lik određuje njegovu glumačku osobnost. 1950. debitira na filmu, u kratkometražnom Muva Branka Ćelovića. 
1952. napušta Narodno Pozorište i prelazi u tada puno značajnije i bogatije Jugoslovensko dramsko pozorište. Uglavnom dobiva komične uloge; popa Jaše u Čehovljevom Višnjiku, Proke Purića u Nušićevoj Ožalošćenoj porodici i Ževakina u Gogoljevoj Ženidbi. Prvi dugometražni film koji je Aleksić snimio bio je Opštinsko dete (1953.) Puriše Đorđevića. 
Godina 1959. počinje loše, doživljava težu prometnu nesreću, ali dobiva ulogu Pometa u Držićevu Dundu Maroju u režiji Bojana Stupice, u kojoj briljira.
Za Aleksićevu karijeru presudna je bila televizija i jedna od prvih domaćih humorističkih serija - Servisna stanica, scenarista Radivoje Lole Đukića i Novaka Novaka, tadašnje TV Beograd, koja je išla pune dvije godine  (19 epizoda i to uživo). Lik koji je glumio, v.d. Raka bio je dobro primljen kod publike, u istoj seriji glumio je i Miodrag Petrović Čkalja, njihovi međusobni sukobi i nesporazumi tjerali su publiku u salve smijeha. Nakon ove serije, Mija i Čkalja postaju nerazdvojni komičarski par u cijelom nizu Đukićevih serija, poput serije Ogledalo građanina Pokornog iz 1963.
Od početka 1960-ih Aleksić počinje glumiti kao gost u Ateljeu 212 (Provokator u Policajcima Sławomira Mrożeka). Zlatnu Arenu u Puli dobio je 1964., za ulogu ujka Blagoja u filmu Dr (po Nušiću). Te iste godine Aleksić je odigrao ulogu koljača Maksima u filmu Miće Popovića Čovek iz hrastove šume. Ta uloga pokazala je da Mija nije samo komičar, već da je u stanju glumiti i tragične likove. 
Na vrhuncu karijere, doživljava tešku porodičnu tragediju - smrt sina Boriše, od tada počinje Mijin kraj, počinje oboljevati i polako se povlači sa scene.        
Od 1977. Aleksić je u mirovini, povremeno nastupa u filmovima, 1992. odigrao je svoju posljednju filmsku ulogu u filmu Tango argentino Gorana Paskaljevića, za koju je dobio Grand Prix na festivalu u Nišu. 
Mija Aleksić ostvario je ukupno 54 filmskih i 140 kazališnih uloga, najviše njih u Beogradskom Narodnom i u Jugoslovenskom dramskom pozorištu, te poneke u SNP u Kragujevcu te kao gostujući glumac u beogradskom Ateljeu 212 i Humorističkom pozorištu.
Mija Aleksić dobio je Oktobarsku nagradu grada Beograda 1961. i Sedmojulsku nagradu 1976. godine.

## Filmografija
- Muva (1950., kratkometražni), Branko Ćelović
- Opštinsko dete (1953.), Puriša Đorđević
- U mreži (1956.), Bojan Stupica
- Jedini izlaz (1958.), Vicko Raspor
- Gospođa ministarka (1958.), Žorž Skrigin
- Te noći (1958.), Jovan Živanović
- Pogon B (1958.), Vojislav Nanović
- Drug predsednik centarfor (1960.), Žorž Skrigin
- Ljubav i moda (1960.), Ljubomir Radičević
- Bolje je umeti (1960.), Vojislav Nanović
- Prvi građanin male varoši (1961.), Puriša Đorđević
- Nema malih bogova (1961.), Radivoje-Lola Đukić
- Eci peci pec (1961., kratkometražni), Dušan Makavejev
- Pedagoška bajka (1961., kratkometražni), Dušan Makavejev
- Sreća u torbi (1961.), Lola Đukić
- Leto je krivo za sve (1961.), Puriša Đorđević
- Srešćemo se večeras (1962.), František Čap
- Dr (1962.), Soja Jovanović
- Muškarci (1963.), Milo Đukanović
- Čovek iz hrastove šume (1964.), Mića Popović
- Narodni poslanik (1964.), Stole Janković
- Na mesto, građanine Pokorni! (1964.), Lola Đukić
- Provereno, min njet (1965.), Zdravko Velimirović
- Doći i ostati (1965.), Branko Bauer
- Devojka (1965.), Puriša Đorđević
- Mrtvim vstop prepovedan (1965.), Vladimir Carin
- San (1966.), Puriša Đorđević
- Pre rata (1966.), Vuk Babić
- Sretni umiru dvaput (1966.), Gojko Šipovac
- Skupljači perja (1967.), Aleksandar Petrović
- Nož (1967.), Žika Mitrović
- Jutro (1967.), Puriša Đorđević
- Bokseri idu u raj (1967.), Branko Ćelović
- Mali vojnici (1967.), Bahrudin Čengić – propovjednik Mate
- Sirota Marija (1968.), Dragoslav Lazić
- Pusti snovi (1968.), Soja Jovanović
- Podne (1968.), Puriša Đorđević
- Biće skoro propast sveta (1968.), Aleksandar Petrović
- Quo vadis, Živorade (1968.), Milo Đukanović
- Krvava bajka (1969.), Tori Janković
- Ubistvo na podmukao i svirep način i iz niskih pobuda (1969.), Žika Mitrović
- Biciklisti (1970.), Puriša Đorđević
- Uloga moje porodice u svjetskoj revoluciji (1971.), Bahrudin Čengić
- Užička republika (1974.), Žika Mitrović
- Pavle Pavlović (1975.), Puriša Đorđević
- Vaga za točno mjerenje (1975. – 1979.), Djedica
- Beštije (1977.), Živko Nikolić
- Rad na određeno vreme (1980.), Milan Jelić
- Ljubi, ljubi, al’ glavu ne gubi (1981.), Zoran Čalić
- Maratonci trče počasni krug (1982.), Slobodan Šijan
- Čovek s četiri noge (1983.), Lola Đukić
- Varljivo leto ’68 (1984.), Goran Paskaljević
- Tesna koža 3 (1988.), Aleksandar Đorđević
- Tango argentino (1992.), Goran Paskaljević[2]

## Vanjske poveznice
- Mija Aleksić, na portalu www.rados.cjb.net  Arhivirana inačica izvorne stranice od 6. lipnja 2012. (Wayback Machine)
- Mija Aleksić, na portalu Filmska banka
- Mija Aleksić, na portalu IMDb
- Mija Aleksić video klip iz filma Nema Malih Bogova (Gedža) na portalu YouTube